# Macramé

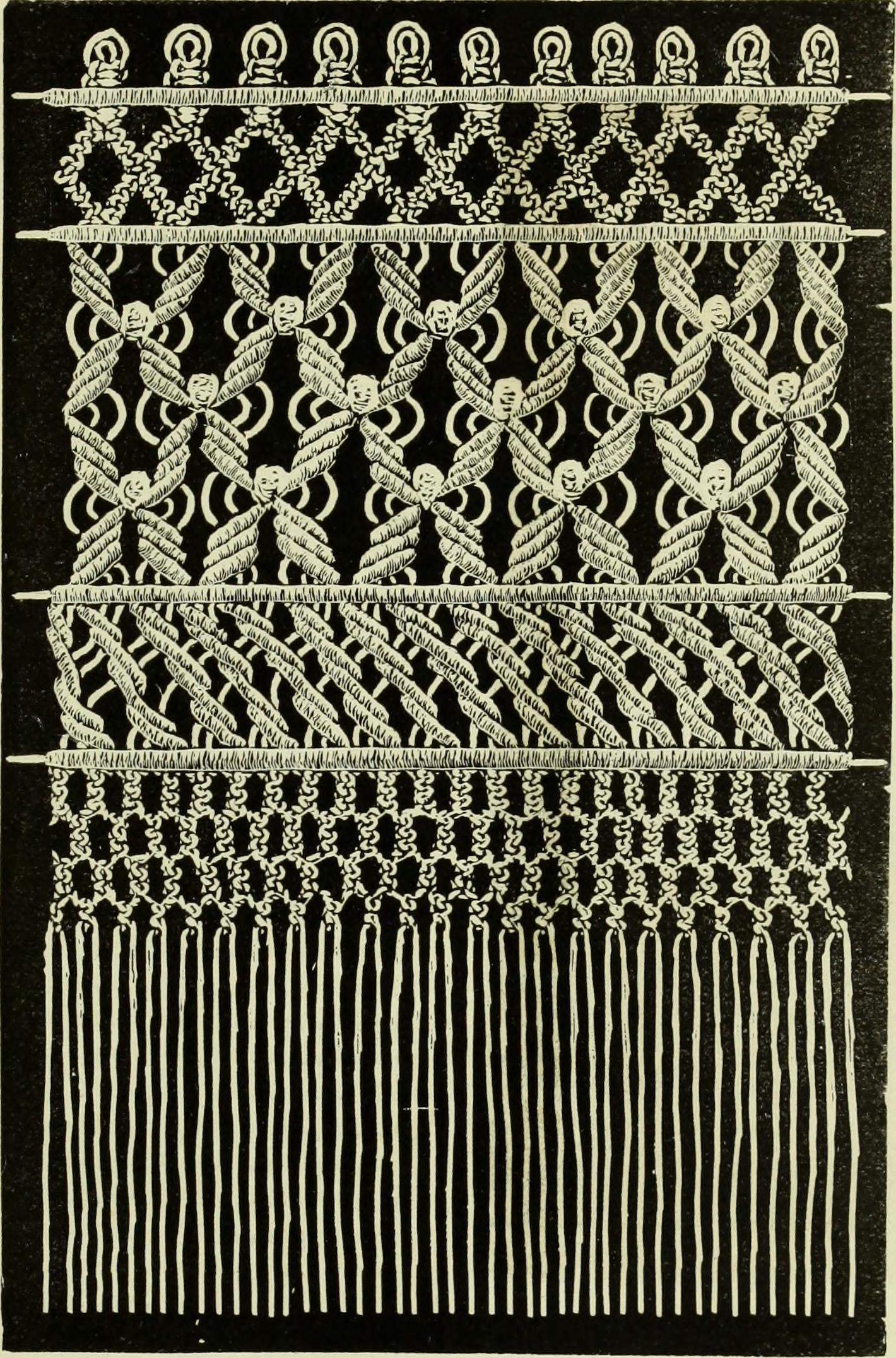
Macramé, afbeelding uit The dictionary of needlework - an encyclopaedia of artistic, plain, and fancy needlework dealing fully with the details of all the stitches employed, the method of working, the materials used

Macramé is een handwerktechniek, verwant aan kantklossen, die bestaat uit het knopen van draden zodat een patroon verschijnt. Deze draden worden met de hand geknoopt.
Een macraméknoop bestaat uit vier naast elkaar liggende draden, de buitenste draden om de knoop mee te maken, de binnenste draden om de knoop rond te maken. Indien een groter stuk gemaakt worden wisselen de buitenste en de binnenste draden na een (beperkt) aantal knopen, de draden worden dan herverdeeld zodat de binnenste draden van de hogere rij nu de bovenste draden zijn.
In zijn bekendste vorm wordt macramé gebruikt om armbandjes te maken, bestaande uit vier draden. Hiervoor worden de basisknopen gebruikt, een rechte of een gedraaide knoop.

## Knopen
Er zijn twee basisknopen, een rechte knoop en een gedraaide knoop. De rechte knoop zal, indien hij gedurende lange tijd gebruikt wordt, een platte reeks geven. De gedraaide knoop geeft een spiraalvormige reeks. Ingewikkelder knopen, zoals de achtknoop, omvatten meer draden.
Om een groter stuk 'stof' te krijgen met behulp van macramé moeten de verschillende reeksen regelmatig worden herverdeeld, zodat ze samenhangen met de reeksen ernaast. Door de jaren heen zijn er naast deze twee knopen vele varianten ontwikkeld om het werk nog meer op kant te laten lijken. Macramé wordt wel gezien als eenvoudig kantklossen.

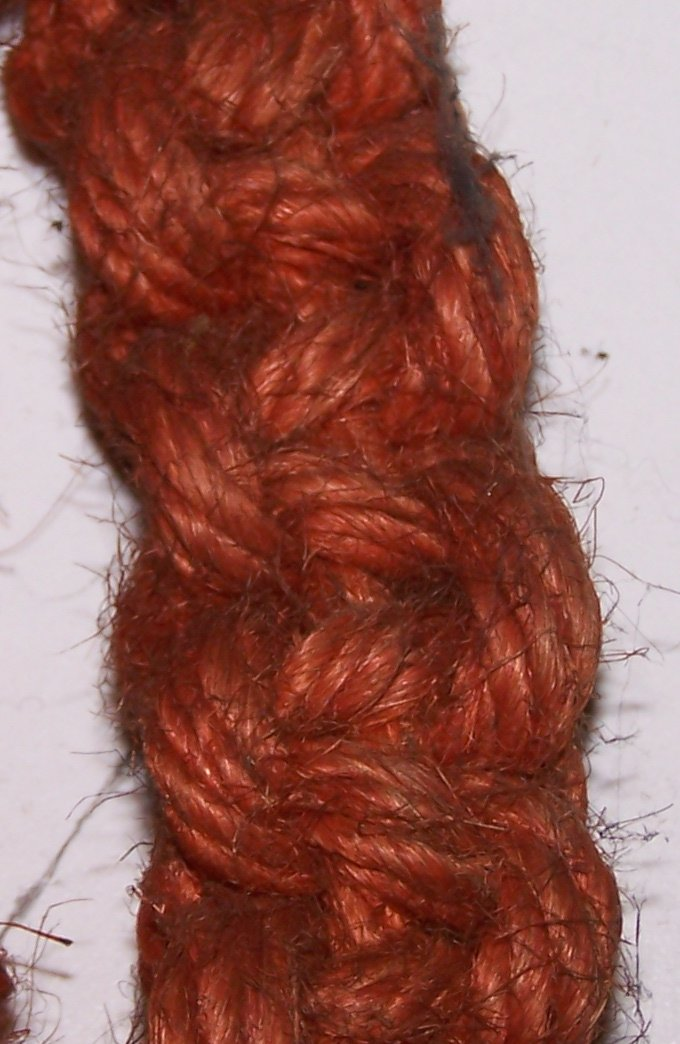
basisknoop in armbandvorm
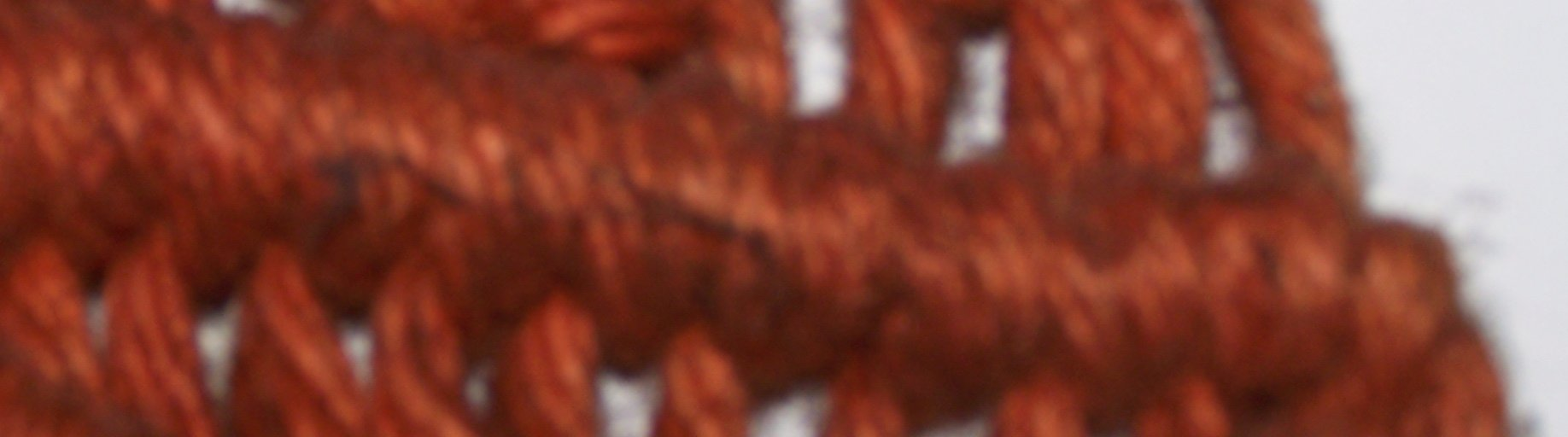
geavanceerde knoop
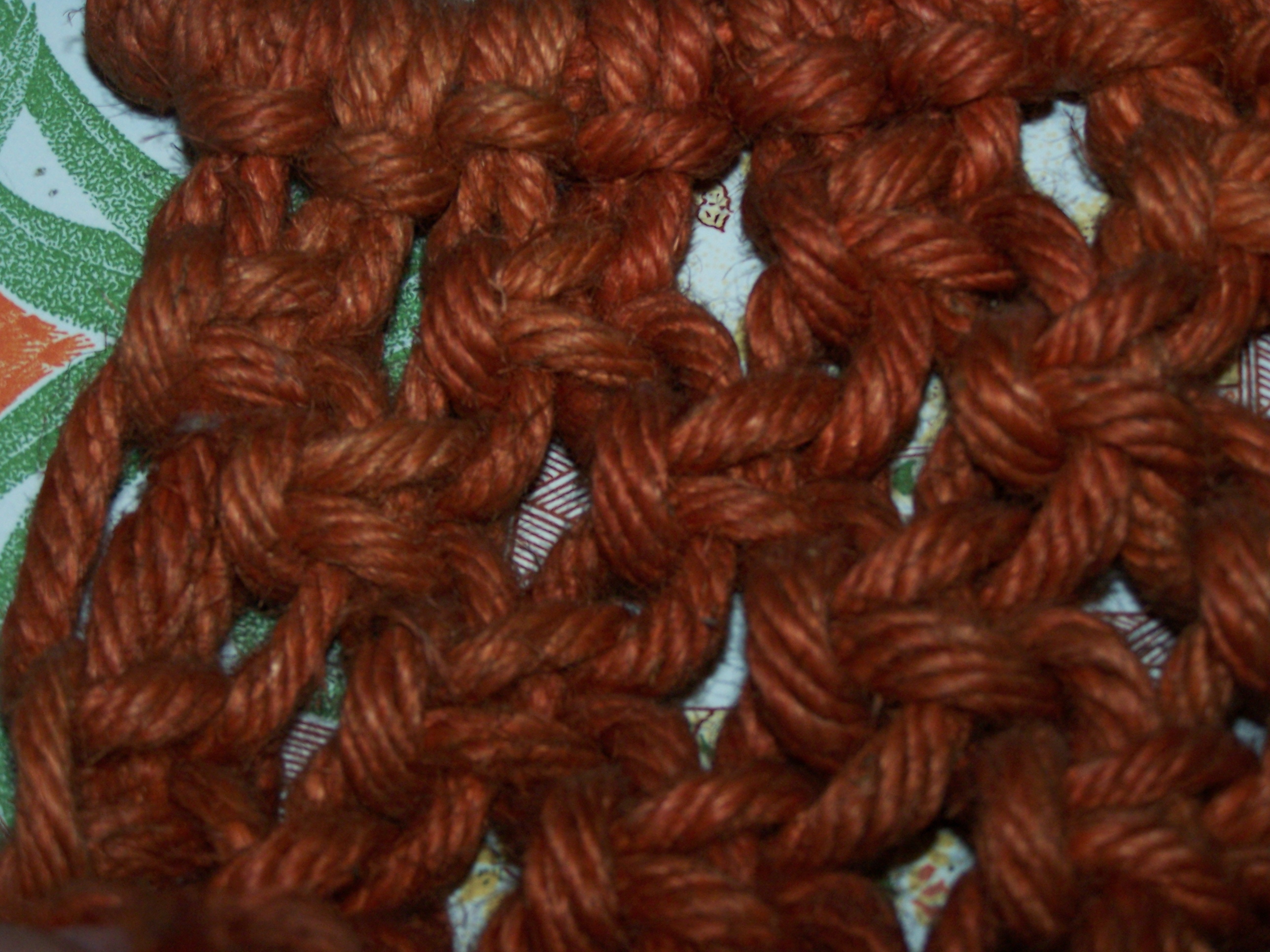
verbinden van knopen tot een lapje

## Afbeeldingen

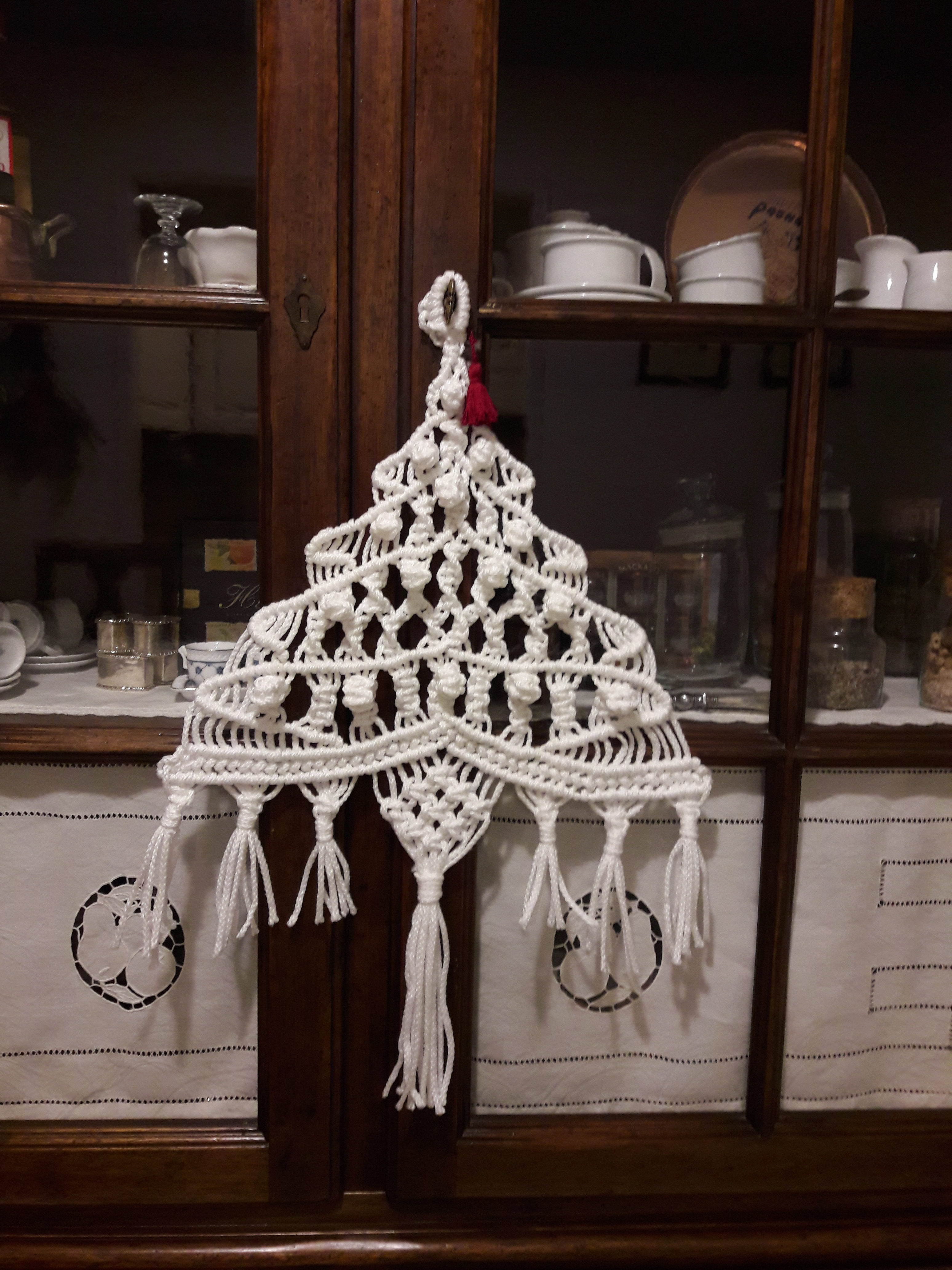
Kerstboom van macramé
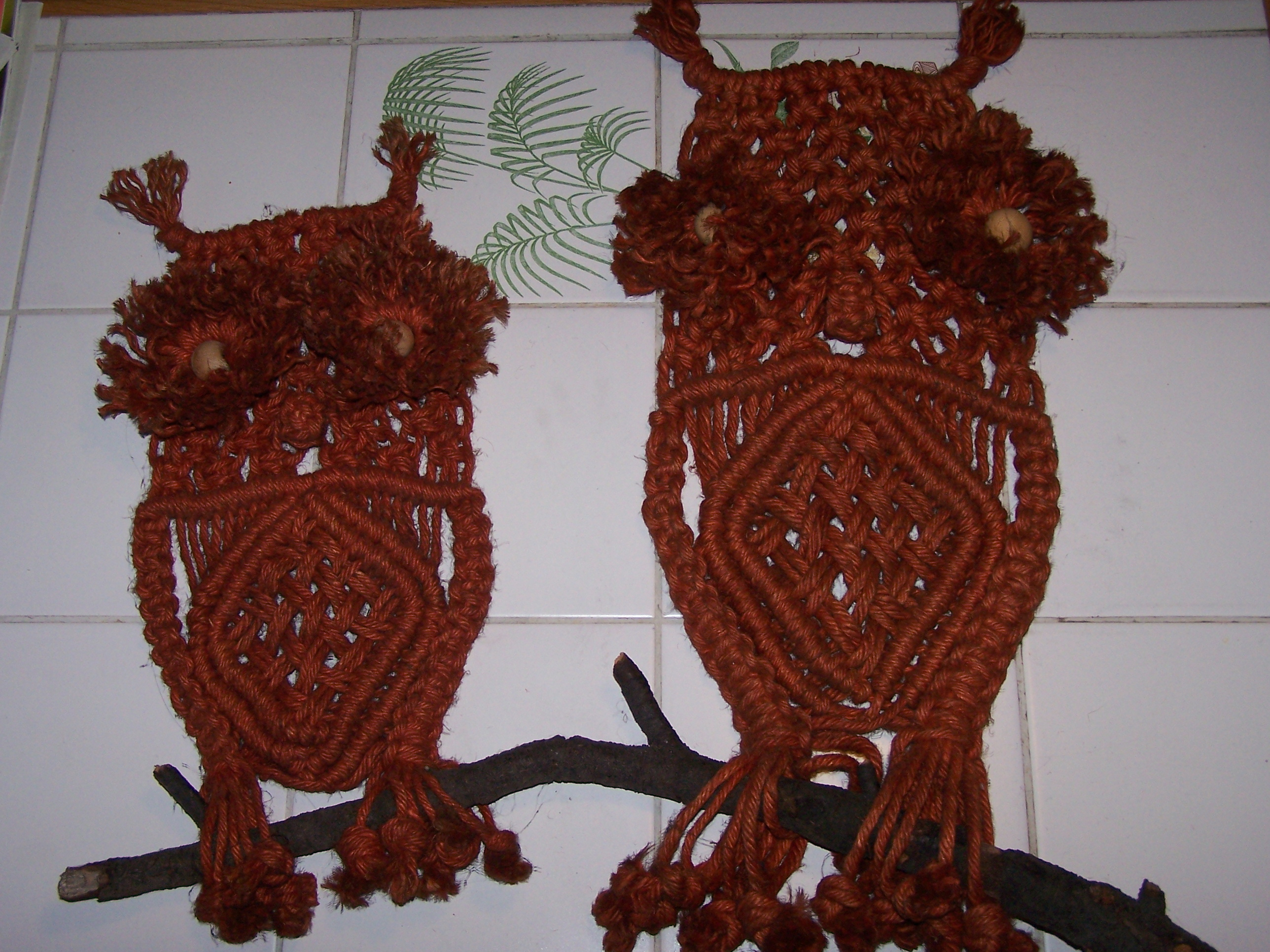
Twee uiltjes in macramé